# Brenda Taylor (aviron)
Pour les articles homonymes, voir Brenda Taylor et Taylor.
Brenda Susan Taylor est une rameuse canadienne née le 28 octobre 1962 à Nanaimo.

## Biographie
Elle dispute les épreuves d'aviron aux Jeux olympiques d'été de 1992 à Barcelone. Elle y remporte deux médailles d'or, l'une en huit (avec Kirsten Barnes, Megan Delehanty, Shannon Crawford, Marnie McBean, Kay Worthington, Jessica Monroe, Kathleen Heddle et la barreuse Lesley Thompson-Willie), et l'autre en quatre sans barreur (avec Kirsten Barnes, Jessica Monroe et Kay Worthington).

## Palmarès

### Jeux olympiques
- Jeux olympiques d'été de 1992 à Barcelone,  Espagne
  -  Médaille d'or en huit
  -  Médaille d'or en quatre sans barreur

### Championnats du monde
- Championnats du monde d'aviron 1991 à Vienne,  Autriche
  -  Médaille d'or en huit
  -  Médaille d'or en quatre sans barreur